# Warren Zide
Warren Zide es un productor de cine estadounidense, fundador de la empresa Zide/Perry Productions con su colega Craig Perry. 
Su primera película como productor fue Equipo mortal (1998). Sus siguientes trabajos fueron la comedia adolescente America Pie (1999) y la película de terror Destino final (2000), que se convirtieron en éxitos de taquilla. Más tarde produjo Como perros y gatos, y Little Black Book. Luego en 2003 Destino final 2, más tarde Destino final 3 en 2006, Destino final 4 en 2009 y Destino final 5 en 2011,

## Filmografía
- Destino final (2000) de James Wong
- American Pie 2 (2001) Producción
- Como perros y gatos (2001) Producción
- Repli-Kate (2002) Producción
- Destino final 2 (2003) de David R. Ellis
- Destino final 3 (2006) de James Wong
- Destino final 4 (2009) de David R. Ellis
- Destino final 5 (2011) de Steven Quale

- Datos: Q5490005